# Eloria cavallo zoyga
Eloria cavallo zoyga är en fjärilsart som beskrevs av Collenette 1950. Eloria cavallo zoyga ingår i släktet Eloria och familjen tofsspinnare. Inga underarter finns listade i Catalogue of Life.